# Сјенке
„Сјенке” је југословенски ТВ филм из 1968. године. Режирао га је Едуард Галић а сценарио је написао Фрањо Хорват Киш.

## Улоге
| Глумац         | Улога |
| -------------- | ----- |
| Ратко Буљан    |       |
| Борис Фестини  |       |
| Шпиро Губерина |       |
| Јосип Мароти   |       |
| Иво Сердар     |       |